# Aborto en Aragón
El aborto en Aragón, también conocido como Interrupción voluntaria del embarazo (IVE), es legal desde 1985,con importantes reformas realizadas en 2010 y 2022. Cada región está a cargo de crear su propio sistema para la implementación de la ley en la sanidad pública, existiendo diferencias de una región a otra.
Tras la despenalización y legalización del aborto, Aragón se convirtió en una de las regiones de España con mayor porcentaje de embarazos acabados en aborto. Esta situación comenzó a cambiar a mediados de la década de 2000, cuando el número de centros de salud públicos que realizaban IVE se redujo a uno, un solo hospital en Zaragoza, y aumentó el número de médicos que se declararon objetores de conciencia. Estas objeciones podían llegar a prolongar hasta diez días el proceso para las mujeres que intentaban abortar.En 2014, ningún centro de salud público realizó ninguna interrupción voluntaria del embarazo en Aragón.El acceso al aborto siguió estando complicado durante la era de Pedro Sánchez en la región, ya que en 2021 Huesca y Teruel no tenían ningún centro de salud público autorizado para realizar abortos, y el único centro autorizado era una clínica privada en la provincia de Zaragoza. La situación cambió en 2022, con dos centros de salud públicos y dos centros de salud privados autorizados para realizar interrupciones voluntarias del embarazo.

## Contexto nacional
Históricamente, el acceso al aborto en España ha dependido del dominio masculino sobre las mujeres y sus actividades reproductivas. Se ha utilizado el aborto como un medio para afirmar el control no sólo sobre los cuerpos y la sexualidad de las mujeres, sino también para hacer cumplir las normas culturales de género y los ideales patriarcales en la sociedad en general. Si bien el aborto se utilizó como forma de control de la natalidad en España en el pasado, demógrafos y sociólogos españoles han dicho que no se utiliza de esa manera en la España contemporánea.
El aborto legal es importante porque reduce las muertes entre mujeres por complicaciones del embarazo y reduce la mortalidad infantil. En España, a mediados de la década de 1970, los abortos ilegales eran una causa importante de muerte entre mujeres de entre quince y cuarenta y nueve años. El control de la natalidad tiene una tasa de mortalidad femenina mucho más baja que los abortos, y es mucho más baja que la mortalidad femenina en España por abortos ilegales.

### Historia nacional
El Liber Iudiciorum fue una recopilación de leyes visigodas del rey Recesvinto que se promulgó en el año 654. Mencionaba el aborto, el infanticidio y el homicidio en el Libro VI. La pena para quienes provocaban abortos era la muerte. En aquella época, los visigodos controlaban casi toda la actual España, Portugal y Ceuta.
La ley en España fue modificada el 24 de enero de 1941 para caracterizar el aborto como un crimen contra el Estado. Esta ley lee en parte: "La política demográfica es una de las preocupaciones fundamentales de nuestro Estado. No se concibe una política demográfica eficaz sin abordar el problema de los miles y miles de vidas que se frustran antes de nacer, por maniobras criminales. Así lo dice la experiencia y el asesoramiento de los técnicos a través de Entidades científicas competentes. El estrago harto acusado en tiempos anteriores como consecuencia de un sentido materialista de la vida, adquirieron caracteres de escándalo durante el régimen republicano, agudizándose aún más escandalosamente en aquellas zonas sometidas a la dominación del Frente Popular. El Gobierno, consciente de su responsabilidad, decide combatir el crimen social que el aborto provocado representa y que impide que nazcan muchos miles de españoles anualmente." El control de la natalidad también fue ilegal en toda España durante la dictadura de Franco. En 1975, la tasa de mortalidad femenina durante el embarazo era de 23 por 100.000 mujeres, una tasa similar a la de otros países occidentales industrializados donde el aborto era ilegal.
El aborto fue despenalizado en el Código Penal por primera vez en todo el territorio español en 1985 en tres supuestos: por motivos terapéuticos, por motivos eugenésicos y en caso de violación previa denuncia policial. El aborto sólo era legal en estos casos antes de la semana 22, semana 22 y semana 12 respectivamente. La ley de 1985 exigía que cada vez que un centro de salud realizara un aborto, debía informarse al Ministerio de Sanidad. Los datos que se debían reportar incluían la provincia donde se realizó el aborto y la provincia donde residía la mujer que abortó. Si bien el aborto fue despenalizado en 1985, no se convirtió en un servicio ofrecido por la sanidad pública hasta un cambio en la ley en 2010. Como resultado, durante este período entre 1985 y 2010, casi todos los abortos se realizaron en clínicas privadas y el precio por una interrupción voluntaria del embarazo rondaba las 30.000 pesetas.
La Ley de Salud Sexual y Reproductiva y de Interrupción Voluntaria del Embarazo fue reformada en mayo de 2022 de diferentes maneras. Se abordó específicamente la falta de centros, especialmente públicos, que prestaran servicios para la interrupción voluntaria del embarazo, en provincias que no tenían ninguna y exigían que las mujeres de esas provincias viajaran a otras provincias u otras regiones para poder acceder ese servicio. Otra reforma fue proteger a las mujeres que acudían a centros de salud para someterse a procedimientos de IVE del acoso de activistas antiaborto.
En febrero de 2023, el Tribunal Constitucional confirmó la ley de 2010 que permitía a las mujeres abortar mediante petición gratuita durante las primeras catorce semanas de su embarazo. El caso fue llevado originalmente a los tribunales por el Partido Popular en 2010, después de que el PSOE aclarara y liberalizara la legislación sobre el aborto.

## Centros de salud públicos y privados
En 1994 se abrieron por primera vez clínicas privadas para abortar en Aragón, por lo que la mayoría de las mujeres residentes pudieron comenzar a realizarse procesos de IVE en la región. En 2007 sólo etres sitios informaron que había realizado abortos: el Hospital Clínico Universitario Lozano Blesa, público, y dos clínicas privadas, la Clínica Almozara y la Clínica Actur, ambas en Zaragoza. La Clínica Almozara realiza abortos considerados de alto riesgo durante las primeras doce semanas de embarazo de la mujer. La Clínica Actur realiza procedimientos de IVE a partir de la semana doce para embarazos de alto riesgo.A principios de la década de 2020, el gobierno regional contrató a estas dos clínicas privadas para practicar abortos derivados desde la sanidad pública, con un contrato aque scendía a unos 770.000 euros al año. En 2022, la Diputación General de Aragón pagó 768.551 €, de los cuales unos 60.000 € fueron por gastos relacionados con las pacientes de Zaragoza derivadas a estas clínicas, unos 8.000 € por parte de Teruel y 117.630 € por parte de Huesca.
En 2021 se realizaron más interrupciones voluntarias de embarazos en clínicas privadas de la región que en públicas. Esto reflejó tendencias nacionales más amplias. En 2021, en Aragón casi no se realizaron procedimientos de IVE en centros públicos hospitalarios. En las dos clínicas privadas de Zaragoza con derivación de la sanidad pública se realizaron alrededor de 1.600 abortos en 2021. Huesca y Teruel no tenían ningún centro de salud público autorizado que realizara abortos en 2021. Las mujeres que necesitaban dicho procedimiento tuvieron que viajar a otra parte de España para conseguirlo. La situación cambió en 2022. Ese año, había 2 centros de salud públicos y 2 centros de salud privados que realizaban interrupciones voluntarias del embarazo.
En 2023, el Gobierno de Aragón firmó un convenio con la Conselleria de Sanidad valenciana para facilitar todo tipo de procedimientos de IVE a mujeres turolenses, concretamente de Cantavieja, Mosqueruela, Mora de Rubielos y Sarrión, debido a la proximidad geográfica de la provincia a la Comunidad Valenciana. Las mujeres de otros puntos de la provincia siguieron viajando a Zaragoza por estar más cerca.

### Hospitales públicos
En 2007, el Hospital Clínico Universitario Lozano Blesa fue el único hospital de Aragón acreditado para realizar abortos en la sanidad pública. Ese mismo año, los hospitales comarcales de Barbastro, Jaca, Alcañiz y Calatayud, el Hospital Universitario Miguel Serve en Zaragoza, el Hospital San Jorge en Huesca y el Hospital Obispo Polanco en Teruel no practicaron abortos porque todos los médicos eran objetores de conciencia. En cambio, las pacientes fueron derivadas a una clínica privada en Zaragoza. En 2022, los hospitales de la región solo realizaron abortos en cuando la vida de la madre estaba en peligro. En 2022, hubo dos hospitales públicos que realizaron interrupciones voluntarias de embarazos tras la presión para proporcionarlas tras un cambio en la ley nacional de España a principios de año.
En 2005, el 0,8% de los abortos de la región se realizaron en el Hospital Clínico Universitario Lozano Blesa, el único hospital de Aragón que realiza procedimientos de IVE.Durante 2014 no se realizaron abortos en ningún hospital público u otro tipo de centro sanitario público en Aragón, y ninguno estaba autorizado para realizarlos en ningún caso.En 2019, los datos oficiales de Aragón decían que los abortos solo se habían realizado en centros sanitarios privados. A pesar de que los datos públicos dicen lo contrario, algunos hospitales públicos de la región realizaron abortos terapéuticos por razones médicas hasta la semana veintiuna en el período comprendido entre 2014 y 2021. Aragón no registró ni un solo aborto realizado en un centro de salud público u hospital público de la región en 2021. A principios de la década de 2020, entre el 0,3 y el 0,5% de los abortos se realizaron en hospitales públicos, y la mayoría de ellos se realizaron por motivos relacionados con la salud de la madre durante el primer trimestre. En 2021 casi no se realizaron procedimientos de IVE en centros públicos aragoneses, y solo cinco abortos del total de 1.917 se realizaron en hospitales públicos. Dos fueron por anomalías fetales graves y tres por anomalías fetales incompatibles con la vida. 
En 2023, el gobierno de Aragón atribuyó la falta de capacidad para realizar abortos de los centros de salud públicos a los objetores de conciencia. El Colegio de Médicos de Zaragoza dijo que la razón por la que no se realizan procedimientos de IVE en la salud pública es la falta de capacitación de los ginecólogos para realizarlos. La subcontratación del servicio aumentó este problema, ya que resultó en menos experiencia práctica y operativa en la realización de procedimientos de IVE en hospitales públicos.

## Provincias de Aragón

### Huesca
La provincia de Huesca no realizó abortos en 1989 y de 1992 a 2020.No existen hospitales públicos ni clínicas privadas que realicen abortos en Huesca. Los hospitales públicos tradicionalmente no los han hecho por la presencia de objetores de conciencia en el personal. Así, las mujeres de Huesca acuden a una clínica privada contratada por el Gobierno de Aragón en Zaragoza. Algunas mujeres también pagaron de su bolsillo el ir a una clínica privada en la Comunidad de Madrid. La pandemia de covid-19 dificultó aún más el acceso al aborto en Huesca debido a las restricciones de viaje. Como resultado, el número de abortos cayó en 2020 antes de volver a aumentar en 2021 y 2022.

### Teruel
Desde 1988 hasta 2021, en la provincia de Teruel no se realizó ni una sola interrupción voluntaria del embarazo.Teruel no cuenta con hospitales públicos ni clínicas privadas que realicen procedimientos de IVE. En cambio, las mujeres fueron derivadas a clínicas privadas de Zaragoza o de la Comunidad Valenciana. Algunas también pagaron de su bolsillo para ir a una clínica privada en la Comunidad de Madrid. La pandemia de covid-19 y sus restricciones de viaje dificultaron que las mujeres turolenses pudieran viajar a otro lugar para un procedimiento de IVE. Las cifras disminuyeron en 2020 como resultado de la pandemia, pero volvieron a aumentar en 2021.

### Zaragoza
Entre 1988 y 2018 se produjo al menos un aborto al año en la provincia de Zaragoza.
En 1994 se abrieron por primera vez clínicas privadas de aborto en Zaragoza. Después de eso, la mayoría de las residentes de la región se sometieron a procedimientos de IVE. Antes de 1994, en Zaragoza los abortos sólo se practicaban esporádicamente en hospitales públicos. Las clínicas privadas eran la Clínica Almozara y la Clínica Actur. El único hospital público que tradicionalmente ha realizado abortos en Zaragoza es el Hospital Clínico Universitario Lozano Blesa. La presencia de objetores de conciencia hizo que no se produjeran interrupciones voluntarias del embarazo en otros hospitales públicos de la provincia. Muchas mujeres viajaron a Zaragoza para abortar y viajaron desde Zaragoza a otras regiones de España para abortar.

## Evolución en Aragón

### España de los Austrias (1516 – 1700)
En general, la Inquisición parecía muy desinteresada por los abortos y casi no se han encontrado registros de mujeres procesadas por tener o practicar abortos. En Aragón, sólo un caso relacionado con el aborto fue encontrado por académicos especializados en investigaciones de la Inquisición. Se trataba de una partera, y ninguna otra persona formaba parte del juicio.

### España Franquista (1939 – 1975)
El Arzobispo de Zaragoza escribió en la edición del 16 de mayo de 1940 del Boletín Oficial Eclesiástico del Arzobispado de Zaragoza que: “las prácticas malthusianas y anticoncepcionistas y los atentados a la prole son gravísimos delitos y crímenes; crímenes abominables, siendo los últimos, homicidios más repugnantes y viles por cometerse a mansalva.”
Como estaba prohibido hablar sobre el aborto en la sociedad, se mantuvo intencionalmente a las mujeres en la ignorancia. El aborto, al igual que la sexualidad de las mujeres, sólo podía ser discutido en un entorno médico por médicos varones. No se podía discutir en los periódicos. Durante los años 40 en Aragón casi no había referencias al aborto. Las pocas referencias que sí lo abordaron emplearon eufemismos. Un ejemplo se puede encontrar en un artículo de Pedro Galán Bergua en el Heraldo de Aragón del 1 de enero de 1942: "casados que se conforman con la prole reducida y acuden a métodos condenados por Dios y por la patria".

#### Enjuiciamiento del aborto
La persecución del aborto se produjo durante el período franquista.  La prostitución era bastante común en la Zaragoza de los años 40 y era tolerada por el gobierno local. A pesar de esto, las prostitutas, la mayoría menores de edad, fueron frecuentemente acusadas de corrupción de menores y de realizar abortos. Las prostitutas también eran la población más numerosa que acusada de utilizar métodos anticonceptivos.
Las mujeres casadas que abortaban tendían a hacerlo como forma de control de la natalidad, para limitar el número de hijos que había en su familia. Las mujeres de Zaragoza que fueron declaradas culpables de abortar recurrieron a una red para obtener asistencia, y 38 de 44 casos involucraron ayuda de otras mujeres, incluidas madres, hermanas, vecinas y amigas. Estas mujeres proporcionaron información, se pusieron en contacto con la matrona o la acompañaron a la matrona. Los abortos se realizaban utilizando elementos como agujas de tejer, tallos de perejil, irritantes vaginales, traumatismos físicos, sondas, baños de mostaza o ingestión de sustancias. La mayoría de estos métodos se transmitieron a las mujeres a través de la tradición oral. De los casos en que se pudo identificar su municipio, veintiuno procedían de la ciudad de Zaragoza mientras que quince procedían de zonas más rurales. Esto fue a pesar de los esfuerzos de las autoridades para que pareciera que las zonas rurales estaban más alineadas ideológicamente. En Luna, diez mujeres fueron declaradas culpables de abortar, en un caso extremo de lo que parecía ser un esfuerzo coordinado para ocultar la existencia de una red de prostitución de menores. La mayoría de las niñas no pudieron firmar con sus propios nombres cuando las trajo la Guardia Civil.Entre 1940 y 1950 se registraron 44 abortos en la provincia de Zaragoza. De ellos, 29 eran mujeres solteras o viudas. Los documentos judiciales indican que las mujeres solteras y las viudas abortaban para evitar la desgracia de tener un hijo fuera del matrimonio.
Cerca del final del régimen, entre 1971 y 1975, se abrieron dos grandes tipos de procedimientos por el delito de aborto, los sumarios de Instrucción junto con los de Emergencia, los Ordinarios y otros sumarios del Título IV de la Ley de Procedimiento Penal. Todos estos procedimientos tuvieron lugar en la provincia de Zaragoza, limitándose los casos de principios de los años 1970 antes de la muerte de Franco al período comprendido entre 1972 y 1974. El procedimiento y los sumarios representaron sólo una pequeña fracción del total de casos de este tipo que tuvieron lugar en España en ese período.
| Ubicación | Ubicación | Años | Años | Años | Años | Años | Años            |
| Provincia | Región    | 1971 | 1972 | 1973 | 1974 | 1975 | Total provincia |
| --------- | --------- | ---- | ---- | ---- | ---- | ---- | --------------- |
| Huesca    | Aragón    | 0    | 0    | 0    | 0    | 0    | 0               |
| Teruel    | Aragón    | 0    | 0    | 0    | 0    | 0    | 0               |
| Zaragoza  | Aragón    | 0    | 1    | 4    | 0    | 0    | 5               |
| España    | España    | 90   | 110  | 147  | 82   | 173  | 605             |

| Ubicación | Ubicación | Años | Años | Años | Años | Años | Años            |
| Provincia | Región    | 1971 | 1972 | 1973 | 1974 | 1975 | Total provincia |
| --------- | --------- | ---- | ---- | ---- | ---- | ---- | --------------- |
| Huesca    | Aragón    | 0    | 0    | 0    | 0    | 0    | 0               |
| Teruel    | Aragón    | 0    | 0    | 0    | 0    | 0    | 0               |
| Zaragoza  | Aragón    | 0    | 4    | 2    | 4    | 0    | 10              |
| España    | España    | 122  | 157  | 145  | 112  | 66   | 602             |

### Transición española (1975 – 1982)
En el período de la Transición democrática de 1975 a 1984, comenzaron a producirse cambios en la enfermería de la salud pública. Uno de esos cambios estuvo en el estudio de los modelos teóricos de atención de enfermería por parte de los estudiantes de enfermería. Uno de los principales modelos españoles para este tipo de cuidados fue el desarrollado por Concha Germán Bes, afincada en Zaragoza, y otro por la catalana Teresa Piulachs Moles. Estos cambios tendrían un gran impacto en la salud sexual y reproductiva de las mujeres en la salud pública.
Una de las luchas clave de las feministas durante la transición fue la despenalización del aborto, tal como se encontraba en los artículos 411 y 413 del código penal, que indicaba que quienes abortaran y quienes practicaran abortos podrían ser condenados a penas de prisión de seis meses y un día a seis años. En realidad, la ley hizo poco para frenar la práctica del aborto, ya que miles de mujeres españolas se sometían a abortos clandestinos cada año.

#### Las 11 de Basauri
La sentencia judicial de las 11 de Basauri movilizó a feministas de toda España. El caso daría lugar a que las mujeres aragonesas intentaran cambiar las leyes nacionales y abrir un debate en la sociedad española si, a nivel legal, los embriones deberían tener los mismos derechos que las mujeres, que también tienen derechos reconocidos constitucionalmente. Numerosos grupos feministas de toda España apoyaron a las mujeres procesadas en el juicio de las 11 de Basauri. Las mujeres de Zaragoza realizaron manifestaciones en apoyo a las acusadas.

#### Estadísticas
En 1978, entre las mujeres casadas del País Vasco, Navarra y Aragón, el 43% nunca había utilizado métodos anticonceptivos y el 84% no tenía hijos.

### Felipe González (1982 – 1996)
El aborto fue despenalizado en toda España en 1985. En los dos primeros años en los que el aborto fue legal, entre el 2 de agosto de 1985 y el 10 de junio de 1987, se registraron dos abortos en Aragón. El siguiente periodo de 1987 a 1995 vería a Aragón como una de las regiones de España donde mayor porcentaje de embarazos terminaron en aborto. En 1994 se abrieron dos clínicas privadas para abortar en Aragón. Como resultado, la mayoría de las mujeres de Aragón comenzaron a abortar en la región.
El Tribunal Superior de Justicia de la Comunidad Autónoma de Aragón conoció en 1991 el caso de un anestesista que manifestó una objeción de conciencia para realizar un procedimiento de IVE en el hospital público donde trabajaba. Después de consultar primero con el personal, el hospital decidió que la mejor solución era contratar a otro anestesista que no se opusiera. El tribunal reconoció los derechos del objetor y confirmó la discriminación contra el anestesista por motivos ideológicos y religiosos, aunque el no participar en una IVE no supuso un cambio de categoría ni una reducción de su salario. Aproximadamente un año después, el mismo tribunal dictó la Sentencia 521/1992, de 23 de septiembre. Si bien no modificó la sentencia anterior, sí dijo que en realidad no se había producido discriminación ya que no se había producido ningún cambio de estatus, ni se habían tomado medidas de represalia como el traslado del anestesista.

#### Estadísticas
Entre 1988 y 2018 se produjo al menos un aborto al año en la provincia de Zaragoza.Las estadísticas oficiales del Ministerio de Sanidad no muestran que se haya realizado ningún aborto en la provincia de Teruel entre 1988 y 2018. Huesca no realizó abortos en 1989 y de 1992 a 2018.
En 1995, hubo más embarazos en niñas adolescentes en la región que terminaron en aborto que de nacimientos vivos. El porcentaje de embarazos de niñas adolescentes en la región en 1995 que terminaron en abortos en lugar de nacimientos vivos fue notablemente mayor que en 1990.
De 1990 a 1995, la tasa de fertilidad a nivel nacional para mujeres de treinta a treinta y cuatro años aumentó un 10%, con grandes grados de variación de una región a otra. En el País Vasco, Aragón y Cataluña el incremento para este grupo de edad se sitúa entre el diecisiete y el dieciocho por ciento.
Hubo indicios de que las mujeres de cuarenta a cuarenta y cuatro años eran más laxas en el uso de anticonceptivos en comparación con otros grupos de edad en la región entre 1990 y 1995. Esto se debe a que la diferencia en el porcentaje de embarazos que terminaron en abortos aumentó más del treinta por ciento. Para las mujeres de cuarenta y cinco a cuarenta y nueve años, en 1995 a nivel nacional hubo más embarazos que terminaron en abortos que nacidos vivos. Esto fue particularmente cierto en Aragón, donde nueve de cada diez embarazos terminaron en abortos.
| Año  | Provincia | 1.er cuatr | 2.º cuatr | 3.er cuatr | 4.º cuatr | Total | Ref    |
| ---- | --------- | ---------- | --------- | ---------- | --------- | ----- | ------ |
| 1987 | Aragón    | 54         | 54        | 47         | 67        | 222   | [ 83 ] |
| 1987 | Huesca    | 8          | 10        | 8          | 11        | 37    | [ 83 ] |
| 1987 | Teruel    | 11         | 13        | 7          | 6         | 37    | [ 83 ] |
| 1987 | Zaragoza  | 35         | 31        | 32         | 50        | 148   | [ 83 ] |
| 1988 | Aragón    | 116        | 115       | 119        | 120       | 470   | [ 83 ] |
| 1988 | Huesca    | 13         | 9         | 15         | 13        | 50    | [ 83 ] |
| 1988 | Teruel    | 14         | 10        | 6          | 12        | 42    | [ 83 ] |
| 1988 | Zaragoza  | 89         | 96        | 98         | 95        | 378   | [ 83 ] |

| CCAA           | Total | Sólo un motivo | Sólo un motivo | Sólo un motivo | Varios motivos asociados.  | Varios motivos asociados.     | Varios motivos asociados. | Varios motivos asociados.                | Desconocida | Ref    |
| CCAA           | Total | Salud maternal | Violación      | Riesgo fetal   | Salud maternal y violación | Salud maternal y riesgo fetal | Violación y riesgo fetal  | Salud maternal, violación y riesgo fetal | Desconocida | Ref    |
| -------------- | ----- | -------------- | -------------- | -------------- | -------------------------- | ----------------------------- | ------------------------- | ---------------------------------------- | ----------- | ------ |
| España         | 26069 | 25550          | 12             | 282            | 3                          | 145                           | 1                         | 0                                        | 76          | [ 84 ] |
| Aragón         | 470   | 461            | 1              | 7              | 0                          | 1                             | 0                         | 0                                        | 0           | [ 84 ] |
| Asturias       | 2525  | 2510           | 0              | 9              | 0                          | 1                             | 0                         | 0                                        | 5           | [ 84 ] |
| Islas Baleares | 414   | 388            | 0              | 25             | 0                          | 1                             | 0                         | 0                                        | 0           | [ 84 ] |
| Islas Canarias | 265   | 263            | 0              | 0              | 0                          | 2                             | 0                         | 0                                        | 0           | [ 84 ] |
| Cantabria      | 740   | 714            | 0              | 21             | 0                          | 4                             | 0                         | 0                                        | 1           | [ 84 ] |
| Cataluña       | 444   | 442            | 0              | 0              | 0                          | 1                             | 0                         | 0                                        | 1           | [ 84 ] |
| Extremadura    | 375   | 363            | 0              | 0              | 0                          | 4                             | 0                         | 0                                        | 0           | [ 84 ] |
| Madrid         | 7063  | 6927           | 0              | 85             | 0                          | 43                            | 0                         | 0                                        | 8           | [ 84 ] |
| Murcia         | 476   | 468            | 1              | 5              | 0                          | 2                             | 0                         | 0                                        | 0           | [ 84 ] |
| Navarra        | 312   | 308            | 0              | 1              | 0                          | 3                             | 0                         | 0                                        | 0           | [ 84 ] |
| La Rioja       | 133   | 132            | 1              | 0              | 0                          | 0                             | 0                         | 0                                        | 0           | [ 84 ] |
| Ceuta          | 12    | 12             | 0              | 0              | 0                          | 0                             | 0                         | 0                                        | 0           | [ 84 ] |
| Melilla        | 28    | 28             | 0              | 0              | 0                          | 0                             | 0                         | 0                                        | 0           | [ 84 ] |

| CCAA           | Total | 8 semana s o menos | 9 a 10 semanas | 11 a 12 semanas | 13 a 15 semanas | 16 a 20 semanas | 21 semanas of más | Desconocida | Ref    |
| -------------- | ----- | ------------------ | -------------- | --------------- | --------------- | --------------- | ----------------- | ----------- | ------ |
| España         | 26069 | 13441              | 7511           | 3283            | 891             | 305             | 61                | 577         | [ 85 ] |
| Aragón         | 470   | 196                | 141            | 74              | 22              | 9               |                   | 26          | [ 85 ] |
| Asturias       | 2525  | 1489               | 689            | 304             | 25              | 7               | 3                 | 8           | [ 85 ] |
| Islas Baleares | 414   | 188                | 118            | 59              | 19              | 9               | 93                | 18          | [ 85 ] |
| Islas Canarias | 265   | 62                 | 40             | 23              | 35              | 7               | 1                 | 97          | [ 85 ] |
| Cantabria      | 740   | 359                | 256            | 86              | 16              | 17              | 2                 | 4           | [ 85 ] |
| Cataluña       | 444   | 171                | 135            | 73              | 38              | 10              | 1                 | 16          | [ 85 ] |
| Extremadura    | 375   | 172                | 116            | 90              | 20              | 10              | 1                 | 6           | [ 85 ] |
| Madrid         | 7063  | 3463               | 2312           | 789             | 327             | 94              | 23                | 55          | [ 85 ] |
| Murcia         | 476   | 246                | 114            | 69              | 18              | 4               | 0                 | 25          | [ 85 ] |
| Navarra        | 312   | 159                | 97             | 35              | 13              | 5               | 0                 | 3           | [ 85 ] |
| La Rioja       | 133   | 75                 | 35             | 12              | 9               | 0               | 0                 | 2           | [ 85 ] |
| Ceuta          | 12    | 6                  | 4              | 2               | 0               | 0               | 0                 | 0           | [ 85 ] |
| Melilla        | 28    | 21                 | 5              | 1               | 0               | 0               | 0                 | 1           | [ 85 ] |

| Provincia | Comunidad          | 1988 | 1989 | 1990 | 1991 | 1992 | 1993 | 1994 | 1995 | 1996 | 1997 | 1998 | 1999 | 2000 | 2001 | 2002 | 2003 | 2004 | 2005 | 2006 | 2007 | 2008 | 2009 | 2010 | 2011 | 2012 | 2013 | 2014 | 2015 | 2016 | 2017 | 2018 | Ref    |
| --------- | ------------------ | ---- | ---- | ---- | ---- | ---- | ---- | ---- | ---- | ---- | ---- | ---- | ---- | ---- | ---- | ---- | ---- | ---- | ---- | ---- | ---- | ---- | ---- | ---- | ---- | ---- | ---- | ---- | ---- | ---- | ---- | ---- | ------ |
| Ávila     | Castilla y León    | 81   | 111  | 123  | 106  | 77   | 85   | 106  | 103  | 98   | 86   | 108  | 145  | 107  | 110  | 121  | 113  | 128  | 111  | 119  | 153  | 174  | 179  | 164  | 178  | 183  | 179  | 133  | 145  | 137  | 126  | 146  | [ 82 ] |
| Palencia  | Castilla y León    | 176  | 228  | 228  | 202  | 225  | 196  | 234  | 205  | 209  | 185  | 210  | 182  | 206  | 183  | 186  | 172  | 191  | 186  | 243  | 203  | 204  | 181  | 224  | 219  | 222  | 217  | 176  | 189  | 199  | 163  | 183  | [ 82 ] |
| Segovia   | Castilla y León    | 97   | 113  | 113  | 127  | 127  | 118  | 120  | 118  | 135  | 122  | 133  | 124  | 118  | 149  | 159  | 158  | 152  | 193  | 198  | 214  | 263  | 186  | 201  | 285  | 243  | 247  | 180  | 196  | 145  | 174  | 163  |        |
| Zamora    | Castilla y León    | 152  | 187  | 170  | 169  | 178  | 178  | 162  | 168  | 177  | 178  | 151  | 183  | 162  | 173  | 151  | 174  | 134  | 113  | 138  | 168  | 167  | 126  | 153  | 169  | 167  | 129  | 156  | 144  | 121  | 136  | 139  | [ 82 ] |
| Cáceres   | Extremadura        | 225  | 300  | 222  | 296  | 289  | 346  | 318  | 322  | 306  | 314  | 306  | 358  | 345  | 318  | 357  | 330  | 382  | 402  | 330  | 377  | 403  | 411  | 403  | 510  | 475  | 430  | 383  | 334  | 342  | 388  | 369  | [ 82 ] |
| Cuenca    | Castilla-La Mancha | 75   | 98   | 104  | 93   | 101  | 102  | 107  | 105  | 92   | 112  | 115  | 122  | 145  | 134  | 159  | 202  | 201  | 242  | 211  | 302  | 282  | 326  | 364  | 366  | 370  | 310  | 296  | 276  | 258  | 265  | 240  | [ 82 ] |
| Toledo    | Castilla-La Mancha | 258  | 284  | 323  | 349  | 337  | 311  | 315  | 297  | 339  | 363  | 424  | 488  | 456  | 492  | 597  | 666  | 663  | 810  | 808  | 1102 | 1184 | 1147 | 1221 | 1382 | 1364 | 1280 | 1105 | 1008 | 979  | 1051 | 946  | [ 82 ] |
| Teruel    | Aragón             | 42   | 56   | 68   | 71   | 81   | 79   | 67   | 98   | 107  | 115  | 118  | 115  | 104  | 129  | 142  | 148  | 155  | 165  | 182  | 169  | 185  | 174  | 175  | 186  | 179  | 140  | 159  | 136  | 116  | 142  | 141  | [ 82 ] |
| Ceuta     | Ceuta              | 12   | 7    | 8    | 14   | 15   | 18   | 26   | 20   | 30   | 46   | 33   | 42   | 23   | 27   | 27   | 34   | 32   | 19   | 22   | 34   | 15   | 27   | 32   | 24   | 38   | 16   | 13   | 9    | 15   | 11   | 12   | [ 82 ] |
| Melilla   | Melilla            | 28   | 26   | 13   | 31   | 43   | 35   | 51   | 41   | 38   | 48   | 71   | 67   | 71   | 73   | 52   | 69   | 68   | 84   | 61   | 83   | 87   | 77   | 107  | 125  | 109  | 116  | 111  | 84   | 108  | 104  | 109  | [ 82 ] |

| Año  | En Aragón | En otras comunidades autónomas | Total | Ref    |
| ---- | --------- | ------------------------------ | ----- | ------ |
| 1987 | 2         | 221                            | 223   | [ 86 ] |
| 1988 | 9         | 461                            | 470   | [ 86 ] |
| 1989 | 8         | 859                            | 867   | [ 86 ] |
| 1990 | 15        | 1026                           | 1041  | [ 86 ] |
| 1991 | 25        | 941                            | 966   | [ 86 ] |
| 1992 | 28        | 981                            | 1009  | [ 86 ] |
| 1993 | 27        | 849                            | 876   | [ 86 ] |
| 1994 | 944       | 397                            | 1341  | [ 86 ] |
| 1995 | 1271      | 196                            | 1467  | [ 86 ] |
| 1996 | 1498      | 139                            | 1637  | [ 86 ] |
| 1997 | 1502      | 123                            | 1625  | [ 86 ] |
| 1998 | 1587      | 131                            | 1718  | [ 86 ] |
| 1999 | 1640      | 126                            | 1766  | [ 86 ] |
| 2000 | 1763      | 125                            | 1888  | [ 86 ] |
| 2001 | 2045      | 102                            | 2147  | [ 86 ] |
| 2002 | 2267      | 111                            | 2378  | [ 86 ] |
| 2003 | 2420      | 111                            | 2531  | [ 86 ] |
| 2004 | 2430      | 112                            | 2542  | [ 86 ] |
| 2005 | 2620      | 124                            | 2744  | [ 86 ] |
| 2006 | 2821      | 149                            | 2970  | [ 86 ] |
| 2007 | 2929      | 138                            | 3067  | [ 86 ] |
| 2008 | 3153      | 127                            | 3280  | [ 86 ] |
| 2009 | 2665      | 159                            | 2824  | [ 86 ] |
| 2010 | 2611      | 134                            | 2745  | [ 86 ] |
| 2011 | 2807      | 85                             | 2892  | [ 86 ] |

### José María Aznar (1996 – 2004)

#### Estadísticas
En 1998, Aragón tenía una tasa promedio de abortos más alta que el promedio nacional.  Ese año, la tasa de abortos por cada 1.000 mujeres residentes fue de alrededor de seis. En 2001, las menores de Cataluña, Aragón, Baleares, Madrid, Castilla y León y Asturias fueron las que con mayor probabilidad solicitaron la interrupción voluntaria del embarazo, superando la media nacional por comunidades autónomas del 49,15% de embarazos en niñas menores que terminaron en un aborto. En 2001, entre las mujeres de entre 20 y 24 años, las de Madrid y Aragón tenían más probabilidades de haber tenido un aborto, y más del cuarenta por ciento había tenido una interrupción voluntaria del embarazo.

### José Luis Rodríguez Zapatero (2004 - 2011)
En 2009 Aragón fue la única región de España que tenía una Ley de Salud que mencionaba el aborto, que hablaba de la relación entre la salud pública y las clínicas privadas de IVE, el reembolso financiero por acudir a clínicas privadas y el proceso de reembolso a las mujeres que necesitaban viajar para acceder a dicho procedimiento. El Comité Clínico de IVE para el Sistema de Salud de Aragón fue creado mediante la Orden de 5 de julio de 2010 del Departamento de Salud y Consumo de Aragón. El propósito del comité era tramitar las apelaciones presentadas sobre decisiones clínicas anteriores para permitir que una mujer se sometiera a un procedimiento de IVE que había sido rechazado por no cumplir con el artículo 15c de la ley nacional de aborto de España, la Ley Orgánica 2/2010.
En 2013, el Ayuntamiento de Teruel, liderado por el Partido Popular, propuso el Anteproyecto de Ley de Protección de Vida del Concebido y de la Mujer Embarazada. A ello se opuso el PSOE, que solicitó su retirada.

#### Consecuencias de la reforma a la ley nacional del aborto de 2010
El grupo antiaborto Derecho a Vivir celebró dos manifestaciones el 3 de julio de 2011 en Aragón. Una fue en Zaragoza frente al ayuntamiento y otra en Huesca en el Parque Miguel Servet. Protestaban por el primer aniversario del cambio de la ley que liberalizó el acceso al aborto en España.
A raíz de los cambios en la ley sw 2010, la sanidad pública de Navarra firmó acuerdos con clínicas de otras regiones para proporcionar procedimientos de IVE a sus residentes. 46 tuvieron lugar en San Sebastián, 43 en una clínica de Zaragoza y ocho tuvieron lugar en una clínica de Madrid.

#### Estadísticas
En 2004, Aragón era una de las regiones de España con mayor edad media de mujeres que se convertían en madres primerizas: 31,57 años.En 2005, la región tuvo una tasa promedio de abortos más alta que el promedio nacional.Ese año, el motivo citado para más del 95% de los abortos realizados en la región fue la salud materna. En 2005 había en España veintiún centros de cribado neonatal. Dos estaban ubicados en Aragón y uno en La Rioja. Casi la mitad de las mujeres que abortaron en Aragón en 2006 eran residentes de Zaragoza. En 2006, 122 niñas menores de edad residentes en la región abortaron. Esto representó el 4,10% de todos los abortos realizados por mujeres que vivían en la región ese año.
En 2007, con una tasa de 11,49 abortos por cada 1.000 mujeres residentes, la región ocupó el quinto lugar a nivel nacional con la tasa más alta.1.608 de los abortos realizados en 2007 tuvieron lugar antes de la novena semana de embarazo. Cincuenta y cuatro casos se produjeron después de la semana veinte de embarazo. 2.975 se produjeron por riesgo para la salud de la madre, ochenta y ocho por riesgo fetal y tres por violación.
Aragón tenía en 2009 una de las tasas más altas de abortos por cada 1.000 mujeres de 15 a 44 años. La tasa fue de 10,86 abortos por cada 1.000 mujeres.En Aragón se realizaron 2.824 abortos en 2009.Ese año, el 23% de las mujeres de la región fueron informadas de sus opciones para abortar en un centro de salud público. Esto en comparación con el promedio nacional del 43%.
| 2010     | Total   | Menos de 15 años | 15-19 años | 20-24 años | 25-29 años | 30-34 años | 35-39 años | 40-44 años | Más de 44 años | Ref    |
| -------- | ------- | ---------------- | ---------- | ---------- | ---------- | ---------- | ---------- | ---------- | -------------- | ------ |
| España   | 113,021 | 446              | 13696      | 25,594     | 26,784     | 23,759     | 16,1       | 6.059      | 494            | [ 97 ] |
| Aragón   | 2,745   | 9                | 285        | 622        | 649        | 565        | 447        | 155        | 13             | [ 97 ] |
| Huesca   | 425     | 4                | 43         | 78         | 108        | 94         | 72         | 22         | 4              | [ 97 ] |
| Teruel   | 175     | 1                | 21         | 37         | 40         | 31         | 35         | 8          | 2              | [ 97 ] |
| Zaragoza | 2,145   | 4                | 221        | 507        | 501        | 440        | 340        | 125        | 7              | [ 97 ] |

| Área                         | 2010   | 2010 | 2011   | 2011 | 2012   | 2012 | 2013   | 2013 | 2014   | 2014 | 2015   | 2015 | 2016   | 2016 | Ref    |
| Área                         | Número | %    | Número | %    | Número | %    | Número | %    | Número | %    | Número | %    | Número | %    | Ref    |
| ---------------------------- | ------ | ---- | ------ | ---- | ------ | ---- | ------ | ---- | ------ | ---- | ------ | ---- | ------ | ---- | ------ |
| Residente en Aragón          | 2.611  | 78,2 | 2.807  | 80,7 | 2.623  | 85,5 | 2.505  | 88,8 | 2.038  | 88,3 | 2.144  | 87,9 | 2.097  | 87,2 | [ 37 ] |
| Residentes de otras regiones | 728    | 21,8 | 672    | 19,3 | 445    | 14,5 | 315    | 11,2 | 269    | 11,7 | 296    | 12,1 | 307    | 12,8 | [ 37 ] |
| Total                        | 3.339  | 100  | 3.479  | 100  | 3.068  | 100  | 2.820  | 100  | 2.307  | 100  | 2.440  | 100  | 2.404  | 100  | [ 37 ] |

| Ubicación                      | Huesca | Zaragoza | Teruel | Total | Ref    |
| ------------------------------ | ------ | -------- | ------ | ----- | ------ |
| En Aragón                      | 300    | 1,649    | 96     | 2,045 | [ 37 ] |
| En otras comunidades autónomas | 13     | 19       | 20     | 52    | [ 37 ] |
| Total                          | 313    | 1,668    | 116    | 2,097 | [ 37 ] |

### Mariano Rajoy (2011 - 2018)
Durante el gobierno de Mariano Rajoy, casi toda la información sobre anticonceptivos de última generación disponibles en el sistema sanitario público de la región fue retirada de los puntos de información sanitaria de la sanidad pública, y se dejaron de financiar políticas específicamente dirigidas a proteger la libertad y la salud sexual, poniendo en riesgo a grupos vulnerables a problemas de salud sexual y reproductiva como adolescentes y mujeres inmigrantes.
En 2016, el Gobierno de Aragón puso en marcha el Programa de Organización de la Atención Anticonceptiva, que debía ser realizado por matronas de la sanidad pública. Entre sus tareas relacionadas con la educación sobre salud sexual y reproductiva también estaba brindar asesoramiento relacionado con las interrupciones voluntarias del embarazo. Antes de esto, ese tipo de consejos sólo se habían dado en la salud pública durante las consultas de Ginecología.

#### Las reformas propuestas por Ruiz-Gallardón en 2014 y la respuesta feminista
En diciembre de 2013, el Consejo de Ministros del Partido Popular aprobó un proyecto de ley llamado la Ley Orgánica de Protección de los Derechos del Concebido y la Mujer Embarazada. La ley representó una reversión de los derechos de las mujeres en España en lo que respecta al aborto, con la intención de dar marcha atrás a las reformas de la ley del aborto de 2010. El esfuerzo por cambiar la ley fue impulsado en gran medida por el ministro de Justicia, Alberto Ruiz-Gallardón. El proyecto de ley permitía el aborto en determinadas circunstancias específicas, como si una mujer había sido violada hasta la semana dieciséis de embarazo o si había "menoscabo importante y duradero" para la salud física o mental de la mujer o del feto hasta la semana veintidós del embarazo con al menos tres profesionales médicos aprobando el deterioro de salud. Incluso entonces, el proyecto de ley decía que si las mujeres recibían ese diagnóstico sobre su salud de su médico original y de otros dos de los centros de salud que tenía que visitar para la evaluación, la mujer tendría que recibir información verbal sobre las alternativas al aborto y esperar. siete días antes de que pudiera completarse el procedimiento. En aquel momento, el tiempo de espera para la contemplación era de tres días. El proyecto de ley también estipulaba que los menores debían obtener el consentimiento de sus padres o tutores legales antes de someterse a un aborto. El proyecto de ley permitía el procesamiento penal de mujeres que tuvieran abortos que no cumplieran con estos requisitos, y decía que los médicos que realizaran abortos fuera de los nuevos requisitos legales podrían recibir penas de prisión de uno a ocho años. Además, el proyecto de ley prohibía a cualquier centro médico anunciar que ofrecía procedimientos de IVE.
Las feministas de la región se movilizaron en 2013 y 2014 en respuesta a los cambios propuestos en la ley del aborto de Ruiz-Gallardón, siendo en algunos casos las movilizaciones más grandes desde mediados de la década de 1980. El 20 de diciembre de 2013 se llevaron a cabo protestas en apoyo del derecho al aborto en Aragón. Una tuvo lugar en Huesca, en la Plaza de la Navarra. Otra tuvo lugar en Zaragoza, en la Plaza de España. En 2014, las mujeres del PSOE Teruel se unieron al Tren de la Libertad para protestar por los cambios propuestos. La secretaria general del Grupo Local del PSOE Teruel, Mayte Pérez, dijo sobre la decisión de sumarse a la protesta, "los socialistas turolenses participaremos en esta iniciativa, para mostrar nuestro más rotundo rechazo a la nueva norma que prepara el Gobierno del Partido Popular y pedir la retirada del Anteproyecto de Ley, ya que supone una vuelta incomprensible e intolerable al pasado, y niega a la mujer la capacidad de decidir por sí misma sobre su propio cuerpo" 
Después de que la artista visual y activista por los derechos de las mujeres. Yolanda Domínguez hiciera una llamada a la acción tras los cambios propuestos, las mujeres en Zaragoza y otras ciudades simultáneamente acudieron a las Oficinas del Registro de la Propiedad local en febrero de 2014 para registrar el libre uso y posesión de sus propios cuerpos; su objetivo era dejar constancia del hecho de que sus cuerpos femeninos les pertenecían y que nadie más debería tomar decisiones al respecto por ellas.
Alberto Ruiz-Gallardón finalmente se vio obligado a dimitir de su cargo en septiembre de 2014 tras fracasar en su capacidad para impulsar los controvertidos cambios a las leyes de aborto de España. El cambio de ley propuesto había empoderado al PSOE y creado divisiones internas dentro de su propio partido.

#### Estadísticas
En 2016 se realizaron 2.404 procedimientos de IVE en Aragón.
| Edad       | Huesca | Teruel | Zaragoza | Aragón | % Aragón | % Huesca | % Teruel | % Zaragoza | Ref    |
| ---------- | ------ | ------ | -------- | ------ | -------- | -------- | -------- | ---------- | ------ |
| < 15 años  | 0      | 0      | 16       | 16     | 0,6      | 0,0      | 0,0      | 0,7        | [ 86 ] |
| 15-19 años | 51     | 16     | 242      | 309    | 10,7     | 12,2     | 8,6      | 10,6       | [ 86 ] |
| 20-24 años | 81     | 48     | 522      | 651    | 22,5     | 19,3     | 25,8     | 22,8       | [ 86 ] |
| 25-29 años | 85     | 42     | 537      | 664    | 23,0     | 20,3     | 22,6     | 23,5       | [ 86 ] |
| 30-34 años | 103    | 37     | 489      | 629    | 21,7     | 24,6     | 19,9     | 21,4       | [ 86 ] |
| 35-39 años | 73     | 30     | 353      | 456    | 15,8     | 17,4     | 16,1     | 15,4       | [ 86 ] |
| 40-44 años | 25     | 12     | 120      | 157    | 5,4      | 6,0      | 6,5      | 5,2        | [ 86 ] |
| > 44 años  | 1      | 1      | 8        | 10     | 0,3      | 0,2      | 0,5      | 0,3        | [ 86 ] |
| Total      | 419    | 186    | 2287     | 2892   | 100,0    | 100,0    | 100,0    | 100,0      | [ 86 ] |

| Año  | Aragón | Ref     |
| ---- | ------ | ------- |
| 2010 | 99.96  | [ 108 ] |
| 2011 | 99.86  | [ 108 ] |
| 2012 | 99.67  | [ 108 ] |
| 2013 | 99.92  | [ 108 ] |
| 2014 | 99.95  | [ 108 ] |
| 2015 | 99.59  | [ 108 ] |
| 2016 | 99.76  | [ 108 ] |
| 2017 | 99.81  | [ 108 ] |
| 2018 | 99.76  | [ 108 ] |

| Año            | 2022  | 2021  | 2020  | 2019  | 2018  | 2017  | 2016  | 2015  | 2014  | Ref    |
| -------------- | ----- | ----- | ----- | ----- | ----- | ----- | ----- | ----- | ----- | ------ |
| Aragón         | 8,92  | 8,72  | 8,50  | 9,03  | 9,19  | 9,34  | 9,13  | 9,53  | 8,58  | [ 13 ] |
| Total (España) | 11,68 | 10,70 | 10,33 | 11,53 | 11,12 | 10,51 | 10,36 | 10,40 | 10,46 | [ 13 ] |

### Pedro Sánchez (2018 - Ahora)

#### Pandemia de Covid-19
Si bien el Ministerio de Sanidad emitió directrices relacionadas con el embarazo y el covid-19 a mediados de marzo de 2020, estas directrices no mencionan en absoluto el aborto.La pandemia provocó una caída del número de abortos en Aragón en 2020 y 2021, aumentando las cifras en 2022.Aragón no derivó a otra región a las mujeres que solicitaron abortos en la sanidad pública en 2020. El número total de mujeres que derivaron entre 2019 y 2022 representó menos del uno por ciento del número total de mujeres que abortaron a través del financiamiento de la salud pública en la región durante ese período.

#### Viajes
De 2019 a 2022, las mujeres de La Rioja que solicitaron un aborto en la sanidad pública fueron derivadas a clínicas de Navarra o Zaragoza. Aunque se informó que en 2021 se habían realizado abortos en las provincias de Huesca y Teruel, el recuento oficial de abortos en esas provincias y ciudades fue cero ya que las mujeres se vieron obligadas a viajar a otra provincia para obtener una interrupción voluntaria de su embarazo. Alrededor del 27% de las mujeres residentes en Aragón que abortaron tuvieron que desplazarse a otra provincia para poder realizarlo. En 2021, la mayoría de mujeres de Huesca y Teruel acudieron a una clínica privada de la Comunidad de Madrid.

#### Impacto de las reformas de la ley nacional del aborto de 2022 en Aragón
La Ley de Salud Sexual y Reproductiva y de Interrupción Voluntaria del Embarazo fue reformada en mayo de 2022 de diferentes maneras. Se abordó específicamente la falta de centros, especialmente públicos, que brindaran servicios para la interrupción voluntaria del embarazo, en provincias que no los tenían y exigían que las mujeres de esas provincias viajaran a otras provincias u otras regiones para poder acceder ese servicio.
Del 2 de marzo de 2022 al 10 de abril de 2022, la asociación católica 40 días para la vida organizó eventos fuera de los centros de salud que realizaban interrupciones voluntarias del embarazo en ciudades de toda España, incluida Zaragoza. Lo hicieron a pesar de un cambio en el Código Penal aprobado el 3 de febrero de 2022 que castiga a las personas que acosen a mujeres que busquen abortar. El castigo por acosar a las mujeres en esta nueva ley incluye penas de prisión.
El Ministerio de Igualdad envió una carta al gobierno regional en mayo de 2023 para recordarles que los cambios en la ley del aborto en febrero de 2022 implicaban que todos los hospitales públicos debían contar con médicos que estuvieran dispuestos a realizar un aborto y que las unidades de ginecología de estos hospitales no podían contar únicamente con objetores de conciencia. El Ministerio de Igualdad dijo al gobierno regional que, si era necesario, debían contratar médicos que realizaran procedimientos de interrupción voluntaria del embarazo si no hubiera ninguno en plantilla. La ley establece que se garantiza a las mujeres el acceso a servicios para abortar hasta la semana catorce en un centro de salud público cercano a su hogar.

#### Estadísticas
En 2019, la tasa de interrupciones voluntarias del embarazo por cada 1.000 mujeres residentes de 15 a 44 años en la región fue de 9,03. El año anterior, en 2018, la tasa fue del 9,19. La media nacional en España en 2019 fue de 11,53 y en 2018 fue de 11,12. La tasa de mortalidad perinatal en Aragón en 2020 fue de 4,63 muertes por cada 1.000 nacimientos, ligeramente superior al promedio nacional de 4,05 muertes por cada mil nacimientos. En 2022, hubo 9,92 interrupciones voluntarias del embarazo por cada 1.000 mujeres en la región. Esto se compara con un promedio nacional de 11,68 por cada 1.000 mujeres.Hubo 194 interrupciones voluntarias del embarazo en mujeres menores de 20 años.En 2022, la mayoría de los abortos en la región fueron de mujeres de entre veinte y veintinueve años.